# Auf, süß entzückende Gewalt
Auf, süß entzückende Gewalt (in tedesco, "Dolce adorabile autorità") BWV Anh 196 è una cantata di Johann Sebastian Bach.

## Storia
Poco si sa di questa cantata. Venne composta nel 1725 per il matrimonio di Peter Hohmann (o von Hohenthal) con Christian Sibylla Mencke e fu eseguita il 27 novembre dello stesso anno. Suddivisa in cinque movimenti, il testo è di Johann Christoph Gottsched. La musica, purtroppo, è andata interamente perduta.